# 托库直额蛛
托库直额蛛（学名：Orthocosa tokunagai）为狼蛛科直额蛛属的动物。在中国大陆，分布于内蒙古等地。该物种的模式产地在内蒙古。